# Relitto (geologia)
In ambito geologico, si usa il termine relitto per indicare strutture o minerali derivanti dalle rocce originarie che non hanno subito alterazioni metamorfiche anche quando le hanno subite le rocce circostanti o anche rocce sopravvissute a processi geologici distruttivi.
Alcuni processi geologici distruggono o trasformano la struttura dei minerali e quando un processo non è completo o non distrugge completamente alcune caratteristiche, quanto rimasto è un relitto di quanto c'era prima. Per esempio, il permafrost relitto è un'area di un antico permafrost rimasto nonostante il cambiamento climatico impedisca il formarsi di nuovo permafrost.
 Un relitto può anche essere un frammento di un suolo antico o un sedimento trovato in uno strato più giovane. Un sedimento relitto è un'area di un sedimento antico che rimane allo scoperto nonostante le modifiche nell'ambiente circostante. Nell'ambito della pedologia, lo studio e la classificazione dei suoli, il suolo antico trovato negli strati geologici è chiamato paleosuolo, materiale formatosi nel lontano passato a partire da quanto c'era in superficie. Un paleosuolo relitto si trova ancora in superficie anche se è stato verificato che si è formato in condizioni climatiche e topografiche radicalmente diverse.
In mineralogia, un minerale relitto è un minerale sopravvissuto dalla roccia originaria che è andata incontro a processi di trasformazione o distruttivi. Per esempio, la serpentinite è un tipo di roccia che si è formata in un processo chiamato serpentinizzazione durante il quale il minerale ospitante forma uno pseudomorfo e il minerale originario viene infine sostituito e/o distrutto ma è ancora presente fino a che il processo non è completo.